# Palau Boldù a San Felice
El Palau Boldù a San Felice (també conegut com Palazzo Boldù Ghisi) és un palau de Venècia, situat al barri de Cannaregio, amb vistes al costat esquerre del Gran Canal, entre Palazzetto Da Lezze i Palau Contarini Pisani.

## Història
Un edifici del segle XVI construït per a la família Boldù, catalogat com a "Cases Noves" de la República de Venècia, va passar a ser propietat de la família Ghisi cap a finals del segle XVII, que el va reconstruir; posteriorment va ser adquirit per la família Contarini, propietària del Palau Contarini Pisani adjacent, que volia unificar els dos edificis, però el projecte mai va arribar a bon port , un fet que avui dia dona al seu aspecte una forta sensació d'incompletesa similar a la del Palau Flangini.

## Arquitectura
La façana és decididament asimètrica, amb les obertures principals de les diverses plantes que donen al Palau Contarini Pisani adjacent. La planta baixa, amb una porta d'aigua, és de carreus, mentre que els pisos superiors estan arrebossats amb motius estilístics en pedra d'Ístria. A la primera planta hi ha una finestra serliana, mentre que a la segona planta hi ha una finestra trifora d'igual amplada; atesa la marcada asimetria, els parells habituals de finestres monófores només es troben a la banda esquerra de la façana. Cal destacar a l'interior els frescos en un excel·lent estat de conservació de l'artista Jacopo Guarana.